# 阿齐齐亚兵营
32°52′20″N 13°10′23″E / 32.87222°N 13.17306°E
阿齐齐亚兵营 （阿拉伯语：‎）是位于利比亚首都的黎波里南郊的一处兵营，同时也是利比亚前领导人穆阿迈尔·卡扎菲的官邸。

## 简介

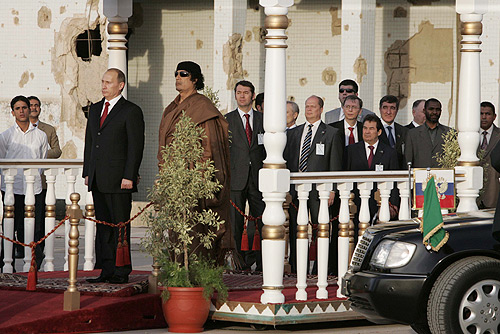
卡扎菲在官邸招待俄羅斯總統普丁

“阿齐齐亚”在阿拉伯语中意为“光荣之门”、“光輝门”。兵营始建于1970年代，1986年美国空袭利比亚时该兵营曾遭轰炸，之后卡扎菲下令对其进行了改扩建，增强防袭击功能，地下掩体还建有复杂的通道。 
阿齐齐亚军营占地面积大约有4公顷左右，东边是通往的黎波里市区的主干道阿布·哈利达大街西侧，其南边则是机场高速公路的起点。两条道路让卡扎菲方便的前往的黎波里市内或者是国际机场。
2011年8月23日，在利比亚内战的的黎波里之战中，反对派武装进攻阿齐齐亚兵营时，与卡扎菲部队分别动用了榴弹炮、重机枪和高射机枪对射，激战持续了5个多小时。最终反对派成功攻入兵营，将三色旗插在了卡扎菲的官邸中，并捣毁了卡扎菲的铜像，以及金色铁拳捏碎美国飞机雕像。阿齐齐亚兵营的围墙内，除了官邸等主要建筑外，还曾建有一个动物园、一个游乐场、一个游泳池，但这些建筑都被反对派武装夷为平地，整个阿齐齐亚兵营仅剩几座低矮破旧的附属建筑，以及地面上通往地下隧道网的地洞。